# Pomniki przyrody w powiecie otwockim
Na terenie powiatu otwockiego znajduje się 136 pomników przyrody, w tym:
- pojedyncze drzewa – 109
- grupy drzew – 21
- aleje – 3
- głazy narzutowe – 1
- inne – 2

## Gatunki wybranych pomników przyrody
Ważniejsze pomniki przyrody na terenie powiatu otwockiego obejmują następujące gatunki drzew:
- dąb szypułkowy (Quercus robur)
- grusza polna (Pyrus communis)
- jałowiec pospolity (Juniperus communis)
- jarząb pospolity (Sorbus aucuparia)
- jesion wyniosły (Fraxinus exscelsior)
- kasztanowiec zwyczajny (Aesculus hippocastanum)
- klon zwyczajny (Acer platanoides)
- klon jawor (Acer pseudoplatanus)
- lipa drobnolistna (Tilia cordata)
- modrzew europejski (Larix decidua)
- olsza czarna (Alnus glutinosa)
- Sosna zwyczajna (Pinus sylvestris)
- topola biała (Populus alba)
- wiąz górski (Ulmus glabra)
- wiąz szypułkowy (Ulmus laevis)

## Wybrane pomniki przyrody według gmin i miejscowości

### gmina Celestynów
Celestynów
- dąb szypułkowy

obwód: 320 cm
wysokość: 22 m
adres: ul. Obrońców Pokoju 22
bliższa lokalizacja: na działce zabudowanej, obok budynku mieszkalnego
- dąb szypułkowy

obwód: 330 cm
wysokość: 18 m
adres: ul. Orzeszkowa / ul. Laskowa
bliższa lokalizacja: przy skrzyżowaniu ul. Orzeszkowej i ul. Laskowej
- dąb szypułkowy

obwód: 300 cm
wysokość: 17 m
adres: ul. Osiecka 22
bliższa lokalizacja: w pasie drogowym
- dąb szypułkowy

obwód: 300 cm
wysokość: 26 m
adres: ul. Wrzosowa 4
- dąb szypułkowy (2 szt.)

obwód: 265, 270 cm
wysokość: 26 m
adres: ul. Otwocka 5
bliższa lokalizacja: w pasie drogowym ul. Otwockiej, obok posesji nr 5 (przedszkole)
- wierzba; lipa drobnolistna; tuja; dąb szypułkowy (2 szt.)

obwód: 305; 283; 130; 275, 300 cm
wysokość: 27; 22; 8; 22, 22 m
adres: ul. Otwocka 18
bliższa lokalizacja: w parku dworskim, w sąsiedztwie istniejącego pomnika przyrody o numerze ewidencyjnym – 283
- dąb szypułkowy

wiek: 200 lat
obwód: 330 cm
wysokość: 28 m
bliższa lokalizacja: rośnie na terenie położonym pomiędzy stacją kolejową Celestynów a ul. Obrońców Pokoju
- dąb szypułkowy (3 szt.); lipa drobnolistna

wiek: 200 lat
obwód: 240, 243, 250; 261 cm
wysokość: 22; 20 m
bliższa lokalizacja: teren działki p. Mallendowicza, ul. Otwocka 4a
Dąbrówka
- dąb szypułkowy

obwód: 360 cm
wysokość: 21 m
adres: MPK (?)
bliższa lokalizacja: w południowej części zabudowy wsi Dąbrówka, naprzeciwko budynku przy ul. Bocznej 1, w pasie drogowym
Glina
- dąb szypułkowy (5 szt.)

obwód: 250 – 470 cm
wysokość: 15 – 20 m
adres: ul. Wilcza 11
bliższa lokalizacja: w szpalerze drzew między Fabryką Aparatury Elektrotechnicznej a parcelą przy ul. Wilczej, wzdłuż osi W – Z
Jatne
- dąb szypułkowy (5 szt.)

obwód: 350, 300, 350 cm
wysokość: 22 – 55 m
bliższa lokalizacja: przy zabudowaniach (murowana stodoła) / p. Keler
Lasek
- grusza polna

wiek: 120 lat
obwód: 220 cm
wysokość: 17 m
bliższa lokalizacja: działka rolna ok. 200 m od zabudowań mieszkalnych / p. Żołądek
- dąb szypułkowy (3 szt.)

obwód: 329, 320 cm
wysokość: 30, 25 m
bliższa lokalizacja: nadleśnictwo Celestynów, teren działki leśnej / p. Kamiński
- dąb szypułkowy

obwód: 280 cm
wysokość: 30 m
bliższa lokalizacja: nadleśnictwo Celestynów, teren działki leśnej / p. Laskus
- dąb szypułkowy

obwód: 310 cm
wysokość: 25 m
bliższa lokalizacja: teren działki leśnej / p. Porowski
Okoły
- dąb szypułkowy (2 szt.)

wiek: 300, 200 lat
obwód: 407, 265 cm
wysokość: 25, 22 m
bliższa lokalizacja: przy drodze łączącej Okoły i Pogorzel Warszawską, po jej zachodniej stronie
Podbiel
- lipa drobnolistna

wiek: 300 lat
obwód: 630 cm
wysokość: 18 m
bliższa lokalizacja: dział: 1618/1, oddział 2b – na terenie leśnym (wzniesienie wydmowe nad strumieniem), w odległości ok. 2,0 km od miejscowości Regut / p. Szuchnik
Pogorzel
- sosna pospolita

obwód: 272 cm
wysokość: 14 m
bliższa lokalizacja: północna część wsi, w pobliżu strumienia, przy boisku piłkarskim / p. Wicik
Pogorzel Warszawska
- dąb szypułkowy

obwód: 310
wysokość: 22 m
lokalizacja: skraj lasu
- dąb szypułkowy

nazwa: Dąb Jaś
obwód: 340 cm
wysokość: 20 m
lokalizacja: nad strugą
- dąb szypułkowy (3 szt.)

obwód: 310 + 315 (dwupienny), 275, 275 cm
wysokość: 17 + 20, 18, 16 m
adres: MPK (?)
bliższa lokalizacja: oddział 293 – Nadleśnictwo Celestynów, w sąsiedztwie Pogorzelskiej Strugi
sosna zwyczajna
obwód: 272 cm
wysokość: 14 m
lokalizacja: teren działki / p. Wójcik
Regut
- dąb szypułkowy

obwód: 350 cm
wysokość: 22 m
bliższa lokalizacja: dział 2971, 2973 – na pastwisku / p. Bąk
- lipa drobnolistna

obwód: 345 cm
wysokość: 18 m
bliższa lokalizacja: obok zabudowań gospodarczych Regut 55 / p. Wojdowicz
Strzępki
- dąb szypułkowy (2 szt.)

wiek: 250 lat
obwód:405, 266 cm
bliższa lokalizacja: teren Instytutu "Unipress"
- dąb szypułkowy (2 szt.)

wiek: 200 lat
obwód: 305, 275 cm
wysokość: 25 m
bliższa lokalizacja: przy drodze łączącej miejscowości Lasek i Skarbonka, przy ogrodzeniu Instytutu "Unipress"
Tabor
- dąb szypułkowy

obwód: 550 cm
wysokość: 18 m
bliższa lokalizacja: na zachód od szosy Tabor – Podbiel / p. Młot
Torfy
- dąb szypułkowy

wiek: 120 lat
obwód: 310 cm
wysokość: 22 m
bliższa lokalizacja: 100 m od miejscowości Pogorzel, na skraju łąki

### Gmina Józefów
Józefów
- dąb szypułkowy

nazwa: Dąb im. admirała Unruga
obwód: 436 cm
wysokość: 30 m
bliższa lokalizacja: ul. Nadwiślańska
- dąb szypułkowy

obwód: 402 cm
wysokość: 20 m
bliższa lokalizacja: ul. Nadwiślańska
- dąb szypułkowy

obwód: 305 cm
wysokość: 20 m
bliższa lokalizacja: ul. Wspólna 21
- dąb szypułkowy

obwód: 305 cm
wysokość: 12 m
bliższa lokalizacja: ul. Nadwiślańska
- jarząb pospolity

obwód: 100 cm
wysokość: 12 m
bliższa lokalizacja: ul. Westerplatte róg Teatralnej
- lipa drobnolistna

obwód: 330 cm
wysokość: 18 m
bliższa lokalizacja: ul. Powstańców Warszawy 27
- sosna zwyczajna

obwód: 310 cm
wysokość: 19 m
bliższa lokalizacja: ul. 3 Maja 83

### Gmina Karczew

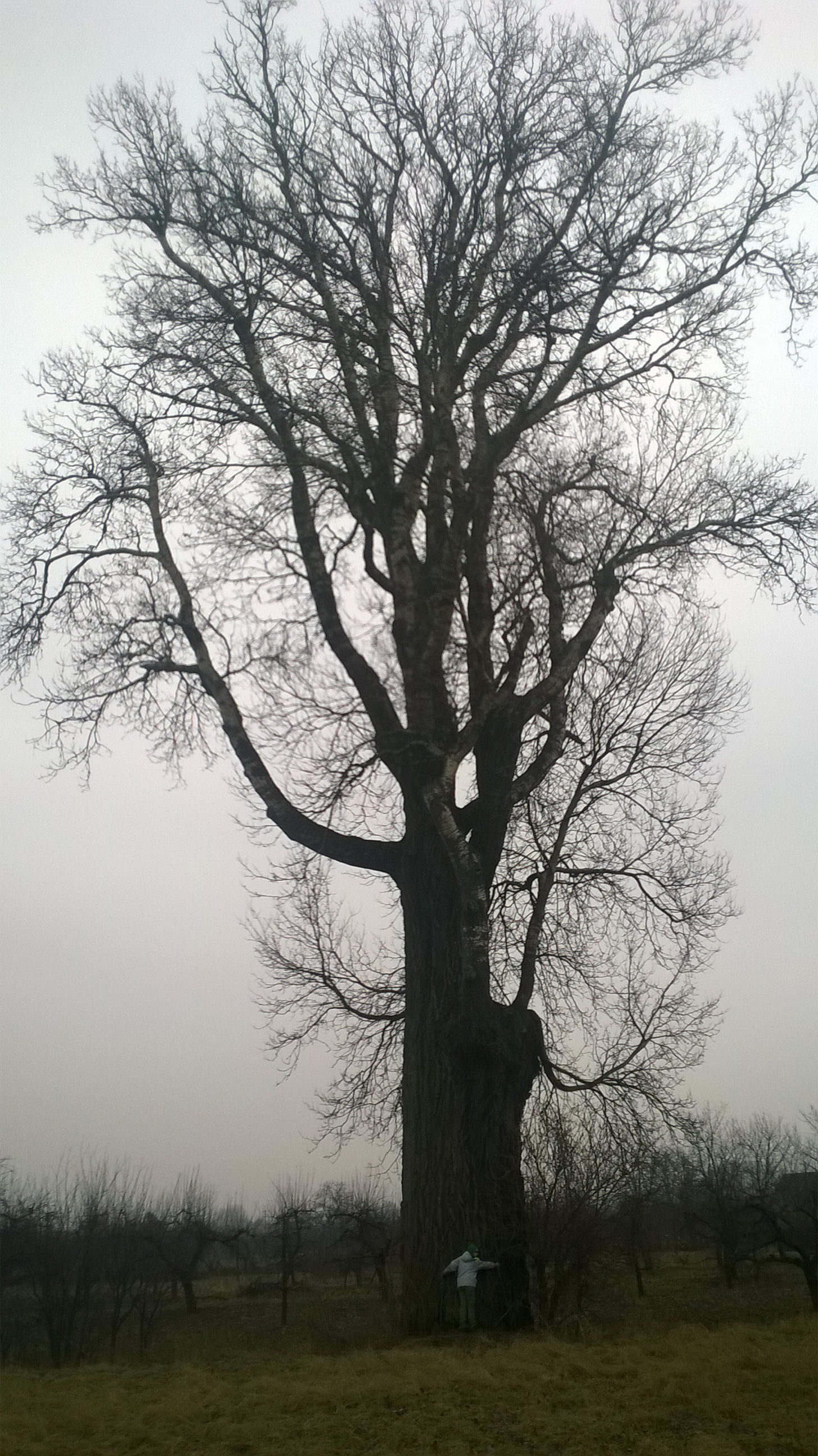
Topola „Maryna” w Glinkach

Glinki
- topola biała "Maryna"

obwód: 680 cm
wysokość: 35 m
adres: przy moście kolejowym
Karczew
- klon jawor "Zygmunt"[1]

obwód: 300 cm
wysokość: 15 m
adres: W pobliżu budynku przy ul. Rynek Zygmunta Starego 24, w pasie drogowym drogi gminnej
- sosna pospolita

obwód: 158 cm
wysokość: 10 m
adres: ul. Łysa Góra
Ostrówek
- grupa drzew

skład: 5 jesionów wyniosłych, 4 lipy drobnolistne, 3 dęby szypułkowe, 1 klon zwyczajny, 2 topole białe, 12 kasztanowców
obwód: 220 – 615 cm
wysokość: 18 – 30 m
Otwock Wielki
- dąb szypułkowy

obwód: 525 cm
wysokość: 25 m
bliższa lokalizacja: teren przypałacowy
- dąb szypułkowy

obwód: 502 cm
wysokość: 22 m
bliższa lokalizacja: teren przypałacowy
- dąb szypułkowy

obwód: 450 cm
wysokość: 22 m
bliższa lokalizacja: teren przypałacowy
- dąb szypułkowy

obwód: 420 cm
wysokość: 22 m
bliższa lokalizacja: teren przypałacowy
- dąb szypułkowy

obwód: 325 cm
wysokość: 25 m
bliższa lokalizacja: teren przypałacowy
- jesion wyniosły

obwód: 350 cm
wysokość: 22 m
bliższa lokalizacja: teren przypałacowy

### Gmina Kołbiel
Radachówka
- dąb szypułkowy

obwód: 340 cm
wysokość: 23 m
lokalizacja: park dworski / p. K. Szlenkier
- dąb szypułkowy

obwód: 305 cm
wysokość: 20 m
lokalizacja: park dworski / p. K. Szlenkier
- głaz narzutowy

materiał: granit drobnoziarnisty
lokalizacja: właściciel działki – p. W. Rudnicki
- jałowiec pospolity

obwód: 92 cm
wysokość: 7 m
- jałowiec pospolity

obwód: 30 cm
wysokość: 6 m
- lipa drobnolistna

obwód: 334 cm
wysokość: 20 m
lokalizacja: park dworski / p. K. Szlenkier
- sosna pospolita

obwód: 210 cm
wysokość: 7 m
Rudzienko
- dąb szypułkowy

obwód: 340 cm
wysokość: 25 m
lokalizacja: zabytkowy park, teren szkoły
- olcha czarna

obwód: 440 cm
wysokość: 35 m
lokalizacja: zabytkowy park, teren szkoły
- olcha czarna

obwód: 440 cm
wysokość: 35 m
lokalizacja: zabytkowy park, teren szkoły
- sosna pospolita

obwód: 330 cm
wysokość: 28 m
lokalizacja: zabytkowy park, teren szkoły
- topola biała

obwód: 468 cm
wysokość: 35 m
lokalizacja: zabytkowy park, teren szkoły

### Gmina Otwock
- dąb szypułkowy

obwód: 256 cm
wysokość: 20 m
bliższa lokalizacja: Otwock Mlądz – działka pana Charłapowicza
- dąb szypułkowy

obwód: 492 cm
wysokość: 18 m
bliższa lokalizacja: ul. Brzozowa 9
- dąb szypułkowy

obwód: 315 cm
wysokość: 20 m
bliższa lokalizacja: ul. Letnia 8
- dąb szypułkowy

obwód: 305 cm
wysokość: 18 m
bliższa lokalizacja: Otwock Teklin – działka pana Gizińskiego
- dąb szypułkowy

nazwa: Dąb Dziadka Lisieckiego
obwód: 290 cm
wysokość: 20 m
bliższa lokalizacja: ul. Wierzbowa 15
- dąb szypułkowy

nazwa: Dąb Jędruś
obwód: 300cm
wysokość: 15 m
bliższa lokalizacja: ul. Majowa działka P.Malinowskiej
- dąb szypułkowy

obwód: 256 cm
wysokość: 20 m
bliższa lokalizacja: Otwock Mlądz – działka pana Charłapowicza
- dąb szypułkowy zrośnięty z sosną pospolitą

obwody: 145 cm i 110 cm
wysokość: 22 m
bliższa lokalizacja: ul. Zaciszna 32
- iglicznia trójcierniowa

obwód: 187 cm
wysokość: 20 m
bliższa lokalizacja: pas drogowy ul. Warszawskiej, przy skrzyżowaniu z ul. Leśną
- sosna zwyczajna

obwód: 236 cm
wysokość: 16 m
bliższa lokalizacja: teren OSM, przy chodniku i granicy z terenem MDK
- sosna zwyczajna

obwód: 231 cm
wysokość: 14 m
bliższa lokalizacja: przy budynku o adresie ul. Krucza 1
- sosna zwyczajna

obwód: 217, 270 cm (drzewo rozwidla się na dwa przewodniki)
wysokość: 20 m
bliższa lokalizacja: teren dawnego szpitala neuropsychiatrycznego, ul. Kochanowskiego 10/16
- sosna zwyczajna

obwód: 350 cm
wysokość: 22 m
bliższa lokalizacja: teren dawnego szpitala neuropsychiatrycznego, ul. Kochanowskiego 10/16
- sosna zwyczajna

obwód: 240 cm
wysokość: 9 m
bliższa lokalizacja: pas drogowy ul. Grunwaldzkiej (obok posesji nr 15)
- wiąz szypułkowy

obwód: 256 cm
wysokość: 20 m

### Gmina Wiązowna
Boryszew
- dąb szypułkowy

obwód: 370 cm
wysokość: 21 m
lokalizacja: właściciel działki – p. Łysik
Dęby Otwockie
- Las mieszany (fragment lasu chroniony jako pomnik przyrody)

Emów
- dąb szypułkowy

nazwa: Dąb Bartek Mazowiecki
wiek: 400 lat
obwód: 560 cm
Glinianka
- dąb szypułkowy

lokalizacja: na terenie parku podworskiego
- dąb szypułkowy

lokalizacja: na terenie parku podworskiego
- dąb szypułkowy

lokalizacja: na terenie parku podworskiego
- dąb szypułkowy

lokalizacja: na terenie parku podworskiego
- dąb szypułkowy

lokalizacja: na terenie parku podworskiego
- dąb szypułkowy

lokalizacja: na terenie parku podworskiego
- jesion wyniosły

lokalizacja: na terenie parku podworskiego
- jesion wyniosły

lokalizacja: na terenie parku podworskiego
- jesion wyniosły

lokalizacja: na terenie parku podworskiego
- lipa drobnolistna

lokalizacja: na terenie parku podworskiego
- modrzew pospolity

lokalizacja: na terenie parku podworskiego
- wiąz górski

lokalizacja: na terenie parku podworskiego
Kopki
- dąb szypułkowy

wysokość: 22 m
obwód: 405 cm
lokalizacja: właścicielka działki – p. Emilia Krakowska (Kopki 10)
Wiązowna
- dąb szypułkowy

obwód: 290 cm
wysokość: 18 m
lokalizacja: osiedle IBJ
- sosny pospolite

obwód: 360 – 400 cm
lokalizacja: przy kościele parafialnym w Wiązownie
Wola Ducka
- dąb szypułkowy

obwód: 320 cm
wysokość: 22 m
lokalizacja: działka, właściciel: pan Nojek
- dąb szypułkowy

obwód: 270 cm
wysokość: 20 m
lokalizacja: działka, właściciel: pan Nojek
Wola Karczewska
- jesion wyniosły

obwód: 250 cm
wysokość: 20 m
bliższa lokalizacja: działka pana Cacko
Żanęcin
- dąb szypułkowy

obwód: 275 cm
wysokość: 13 m
lokalizacja: Żanęcin-Rudka właściciel pan Mielcarz